# Курбанова, Мамаджан
Мамаджан Курбанова (узб. Momojon Qurbonova; 1922 год, кишлак Чаккашаликар, Туркестанская АССР — неизвестно, Узбекская ССР) — хлопковод, звеньевая колхоза имени Калинина Ургенчского района, Хорезмская область, Узбекская ССР. Герой Социалистического Труда (1960).

## Биография
Родилась в 1922 году в крестьянской семье в кишлаке Чаккашаликар (на территории современного Ургенчского района). С раннего возраста трудилась в сельском хозяйстве. С 1939 года — рядовая колхозница в колхозе имени Калинина Ургенчского района. С 1950 по 1960 год — звеньевая в этом же колхозе. С 1954 года — член КПСС.
В 1959 году звено под её руководством собрало в среднем с каждого гектара по 60 центнеров хлопка-сырца. Указом Президиума Верховного Совета СССР от 7 марта 1960 года удостоена звания Героя Социалистического Труда «в ознаменование 50-летия Международного женского дня, за выдающиеся достижения в труде и особо плодотворную общественную деятельность» с вручением ордена Ленина и золотой медали "Серп и Молот.
С 1960 по 1963 года — секретарь партийного комитета колхоза имени Калинина, с 1963 по 1967 года — бригадир хлопководческой бригады, с 1967 года — заведующая клубом.
Дальнейшая судьба неизвестна.